# ضابط محمد شريفوف
ضابط محمد شريفوف (بالروسية: Забит Ахмедович Магомедшарипов؛ مواليد 1 مارس 1991) هو مقاتل روسي سابق متخصص في الفنون القتالية المختلطة. نافس في فئة وزن الريشة في يو إف سي وبطولة أخمات المطلقة، وكان بطل وزن الريشة في الأخيرة.

## الخلفية
ولد ضابط في خاسافيورت، جمهورية داغستان الاشتراكية، الاتحاد السوفيتي، في 1 مارس 1991، من عرق أخفاخ. لضابط شقيقه الأصغر، حسن محمد شريفوف، وهو أيضًا مقاتل فنون قتالية مختلطة محترف. بدأ التدريب في المصارعة الحرة في سن 10 سنوات ثم ساندا. في عام 2003 التحق بمدرسة ووشو الداخلية بيات ستورون سفيتا، إحدى المؤسسات الأكاديمية الوطنية، حيث عاش لمدة 10 إلى 12 عامًا للتعليم والتدريب على فنون الدفاع عن النفس ثلاث مرات في اليوم، تدرب تحت إشراف جوزين ماغومايف. في عام 2012، ظهر لأول مرة في فنون القتال المختلطة. في ديسمبر 2019، سار شقيقه على خطاه من خلال ظهوره الاحترافي لأول مرة في فنون القتال المختلطة.

## مسيرته في فنون القتال المختلطة

### مسيرته المبكرة
قاتل ضابط في حفنة من المنظمات المختلفة في وقت مبكر من مسيرته المهنية، وحقق رقمًا قياسيًا احترافيًا 6–1 قبل التوقيع مع بطولة أخمات المطلقة.

### بطولة أخمات المطلقة
كان سجل ضابط 6–0 في أيه سي بي، وكان بطل وزن الريشة.

### يو إف سي

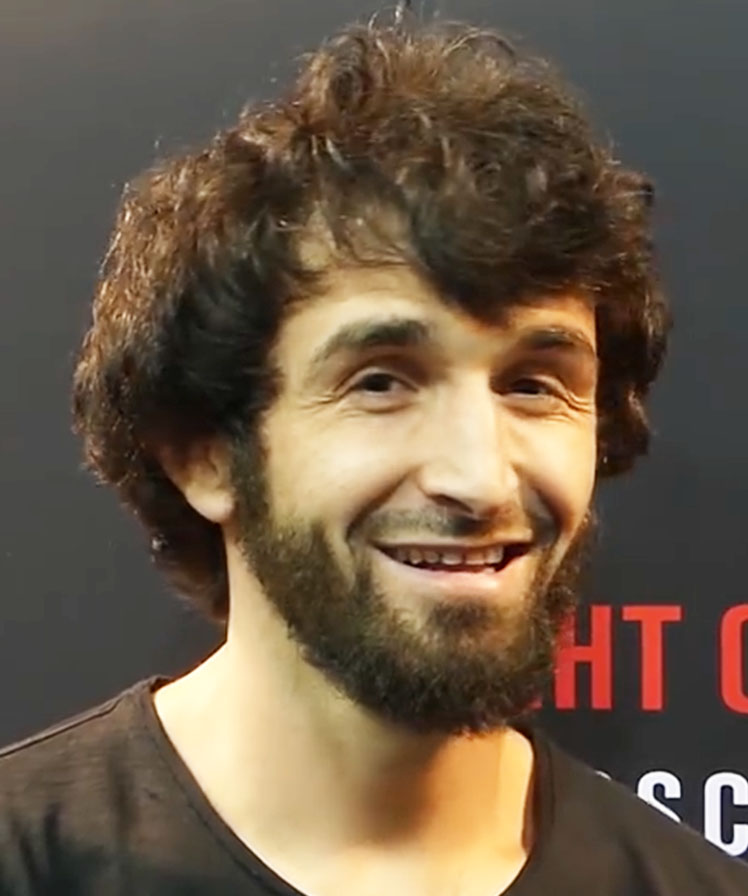
ضابط ماغوميد شاريبوف في يو إف سي ليلة القتال 136 في 15 سبتمبر 2018

وقع ضابط عقد لمدة أربع نزالات مع يو إف سي في مايو 2017.
كان من المتوقع أن يواجه ضابط نيك هاين في 2 سبتمبر 2017، في حدث يو إف سي على فيول تي في: ستروف ضد ميوتيتش. ومع ذلك، انسحب نيك هاين من القتال في 21 أغسطس وحل محله مايك سانتياغو. فاز ضابط بالنزال عن طريق الخنق الخلفي العاري في الجولة الثانية وحصل على مكافأة أداء الليلة.
واجه ضابط الوافد الجديد للمنظة شييمون مورايس في 25 نوفمبر 2017، في يو إف سي ليلة القتال: بيسبنغ ضد غاستلوم. فاز بالنزال عن طريق الإخضاع في الجولة الثالثة. منحه هذا الفوز أيضًا مكافأة أداء الليلة الثانية.
واجه ضابط كايل بوشنياك في 7 أبريل 2018، في يو إف سي 223. وفاز بالنزال بقرار القضاة بالإجماع. أكسبه هذا الفوز مكافأة قتال الليلة. بعد فترة وجيزة من القتال، وقع ضابط عقدًا جديدًا متعدد القتالات مع يو إف سي.
كان من المتوقع أن يقاتل ضابط ضد يائير رودريغيز في 8 سبتمبر 2018، في يو إف سي 228. ومع ذلك، انسحب رودريغيز من القتال في 23 أغسطس وحل محله براندون ديفيس. فاز ضابط بالنزال عن طريق الإخضاع في الجولة الثانية.
واجه ضابط جيريمي ستيفنز في 2 مارس 2019، في يو إف سي 235. وفاز بالنزال بقرار القضاة بالإجماع.
كان من المتوقع أن يواجه ضابط كالفن كتار في 18 أكتوبر 2019، في يو إف سي على إي إس بي إن 6. ومع ذلك، تمت إزالة ضابط من البطاقة بسبب الإصابة في 13 سبتمبر تمت إعادة جدولة القتال للشهر التالي في يو إف سي ليلة على إي إس بي إن+ 21. فاز بالنزال بقرار القضاة بالإجماع. ومُنح مكافأة قتال الليلة.
كان من المقرر أن يواجه ضابط يائير رودريغيز في 29 أغسطس 2020، في يو إف سي ليلة القتال 175. ومع ذلك، انسحب رودريغيز بسبب إصابة في الكاحل.
في 26 أبريل 2021، تمت إزالة ضابط من تصنيفات يو إف سي الرسمية بسبب عدم النشاط. في وقت الإزالة كان في المرتبة رقم 3. في أوائل يونيو 2021، أُفيد أن ضابط كان يعاني من مشاكل صحية تتعلق بجهازه المناعي، الأمر الذي تطلب في النهاية جراحة تهدد حياته المهنية.
في سبتمبر 2021، أعلن مارك هنري أن ضابط سيعود إلى يو إف سي قريبًا.
في يونيو 2022، أعلن ضابط يو إف سي أنه سيعتزل من المنافسة النشطة.
يقوم حاليًا بتدريب شقيقه الأصغر حسن. وفقًا لشقيقه الأصغر حسن، فإن ضابط مهتم بالتنافس في مسابقات المصارعة والتصارع في المستقبل.

## البطولات والإنجازات

### فنون القتال المختلطة
- يو إف سي
  - أداء الليلة (مرتين)  ضد مايك سانتياغو، وشييمون مورايس[15][18]
  - قتال الليلة (مرتين)  ضد كايل بوشنياك، وكالفن كتار[21][32]
- بطولة أخمات المطلقة
  - بطولة أخمات المطلقة لوزن الريشة (مرة واحدة)[8][9]
    - دفاع عن لقب ناجح لمرة واحدة

  - الفائز في بطولة بطولة أخمات المطلقة[8]
- إم إم إيه دي إن إيه.إن إل
  - 2017 الوافد الأوروبي الجديد للعام.[42]
  - 2018 إخضاع العام.[43]
- عرض أرييل حلواني
  - إخضاع العام 2018  ضد براندون ديفيس[44]
- جوائز فنون القتال المختلطة العالمية
  - 2018 إخضاع العام ضد براندون ديفيس في يو إف سي 228[45]

### ساندا
- بطل روسيا (أربع مرات)[46]
- بطل أوروبا[46]
- الفائز بكأس العالم[46]

## سجل فنون القتال المختلطة
| السجل المهني |        |         |
| 19 نزال      | 18 فوز | 1 خسارة |
| ضربة قاضية   | 6      | 0       |
| إخضاع        | 7      | 1       |
| قرار القضاة  | 5      | 0       |

| النتيجة | السجل | الخصم                 | الطريقة                           | الحدث                                               | التاريخ        | الجولة | الوقت | المكان                              | الملاحظات                                                            |
| ------- | ----- | --------------------- | --------------------------------- | --------------------------------------------------- | -------------- | ------ | ----- | ----------------------------------- | -------------------------------------------------------------------- |
| فاز     | 18–1  | كالفن كتار            | قرار القضاة (بالإجماع)            | يو إف سي ليلة القتال: ماغوميدشاريبوف ضد كتار        | 9 نوفمبر 2019  | 3      | 5:00  | موسكو، روسيا                        | قتال الليلة.                                                         |
| فاز     | 17–1  | جيريمي ستيفنز         | قرار القضاة (بالإجماع)            | يو إف سي 235                                        | 2 مارس 2019    | 3      | 5:00  | لاس فيغاس، نيفادا، الولايات المتحدة |                                                                      |
| فاز     | 16–1  | براندون ديفيس         | إخضاع (امتداد سولويف)             | يو إف سي 228                                        | 8 سبتمبر 2018  | 2      | 4:36  | دالاس، تكساس، الولايات المتحدة      |                                                                      |
| فاز     | 15–1  | كايل بوشنياك          | قرار القضاة (بالإجماع)            | يو إف سي 223                                        | 7 أبريل 2018   | 3      | 5:00  | بروكلين، نيويورك، الولايات المتحدة  | قتال الليلة.                                                         |
| فاز     | 14–1  | شييمون مورايس         | إخضاع (خنق أناكوندا)              | يو إف سي ليلة القتال: بيسبنغ ضد غاستلوم             | 25 نوفمبر 2017 | 3      | 4:30  | شانغهاي، الصين                      | أداء الليلة.                                                         |
| فاز     | 13–1  | مايك سانتياغو         | إخضاع (خنق خلفي عاري)             | يو إف سي على فيول تي في: ستروف ضد ميوتيتش           | 2 سبتمبر 2017  | 2      | 4:22  | روتردام، هولندا                     | أداء الليلة.                                                         |
| فاز     | 12–1  | فالدينز سيلفا         | ضربة فنية قاضية (باللكمات)        | أيه سي بي 45                                        | 17 سبتمبر 2016 | 1      | 1:54  | سانت بطرسبرغ، روسيا                 | دافع عن لقب بطولة وزن الريشة. اللقب الذي تم إخلاؤه في وقت لاحق.      |
| فاز     | 11–1  | شيخ مجوميد أرابخانوف  | ضربة قاضية (لكمة)                 | أيه سي بي 31                                        | 9 مارس 2016    | 1      | 4:19  | غروزني، روسيا                       | فاز ببطولة أيه سي بي لوزن الريشة الافتتاحي.                          |
| فاز     | 10–1  | عبد الرحمن تيميروف    | إخضاع (خنق المقصلة)               | أيه سي بي 24: الجائزة الكبرى 2015 مرحلة النهائيات 2 | 24 أكتوبر 2015 | 1      | 4:16  | موسكو، روسيا                        | نهائي بطولة أيه سي بي في وزن الريشة.                                 |
| فاز     | 9–1   | محمد كوكوف            | ضربة فنية قاضية (إصابة في الذراع) | أيه سي بي 20                                        | 14 يونيو 2015  | 2      | 3:57  | سوتشي، روسيا                        |                                                                      |
| فاز     | 8–1   | أرتاك نازريان         | ضربة فنية قاضية (انسحاب)          | أيه سي بي 15: الجائزة الكبرى 2015 المرحلة 2         | 21 مارس 2015   | 2      | 4:08  | نالتشيك، روسيا                      | نصف نهائي بطولة أيه سي بي في وزن الريشة.                             |
| فاز     | 7–1   | أورودج زمانوف         | إخضاع (خنق المقصلة)               | أيه سي بي 11                                        | 14 نوفمبر 2014 | 2      | 3:46  | غروزني، روسيا                       | الظهور الأول في وزن الريشة. ربع نهائي بطولة أيه سي بي في وزن الريشة. |
| فاز     | 6–1   | سارمات هودوف          | قرار القضاة (بالإجماع)            | أوبلوت التحدي 88                                    | 16 نوفمبر 2013 | 2      | 1:11  | خاركيف، أوكرانيا                    |                                                                      |
| فاز     | 5–1   | سيرجي سوكولوف         | إخضاع (مثلث الخنق)                | ليالي القتال: اختيار كريبوست 1                      | 20 سبتمبر 2013 | 2      | 2:49  | موسكو، روسيا                        |                                                                      |
| خسر     | 4–1   | إيغور إيجوروف         | إخضاع (الذراع)                    | برو إف سي 47                                        | 14 أبريل 2013  | 3      | 1:27  | روستوف على نهر الدون، روسيا         |                                                                      |
| فاز     | 4–0   | افتخار أربوبوف        | ضربة فنية قاضية (إيقاف الطبيب)    | برو إف سي 44                                        | 2 ديسمبر 2012  | 2      | 5:00  | تشيخوف، روسيا                       |                                                                      |
| فاز     | 3–0   | أبكريم يونسوف         | إخضاع (خنق خلفي عاري)             | برو إف سي 42                                        | 13 أكتوبر 2012 | 2      | 2:42  | خاركيف، أوكرانيا                    |                                                                      |
| فاز     | 2–0   | تيمور بولاتوف         | قرار القضاة (بالإجماع)            | ليجا قفقاس 2012                                     | 3 يوليو 2012   | 2      | 5:00  | خاسافيورت، روسيا                    |                                                                      |
| فاز     | 1–0   | زوماجيلدي زيتبيسباييف | ضربة فنية قاضية (باللكمات)        | كأس أوديسا الذهبي                                   | 9 مايو 2012    | 3      | 2:45  | أوديسا، أوكرانيا                    |                                                                      |

### سجل فنون القتال المختلطة للهواة
| السجل المهني |       |         |
| 1 نزال       | 0 فوز | 1 خسارة |
| إخضاع        | 0     | 1       |

| النتيجة | السجل | الخصم        | الطريقة        | الحدث          | التاريخ        | الجولة | الوقت | المكان       | الملاحظات |
| ------- | ----- | ------------ | -------------- | -------------- | -------------- | ------ | ----- | ------------ | --------- |
| خسر     | 0–1   | رحمان مخازيف | إخضاع (الذراع) | إم-1 التحدي 34 | 30 سبتمبر 2012 | 2      | 4:49  | موسكو، روسيا |           |

## وصلات خارجية
- ضابط محمد شريفوف على موقع يو إف سي (الإنجليزية)
- ضابط محمد شريفوف على موقع شيردوغ (الإنجليزية)
- ضابط محمد شريفوف على موقع Tapology.com (الإنجليزية)
- ضابط محمد شريفوف على موقع IMDb (الإنجليزية)
- ضابط محمد شريفوف على موقع قاعدة بيانات الفيلم (الإنجليزية)